# Anthaxia dimidiata
Anthaxia dimidiata ist ein Käfer aus der Familie der Prachtkäfer (Buprestidae). Die artenreiche Gattung Anthaxia ist in Europa mit vier Untergattungen vertreten. Anthaxia dimidiata wird zur Untergattung Anthaxia gerechnet, die in Europa durch 46 Arten repräsentiert wird. Die bunte Art ist in Südwesteuropa verbreitet.

## Bemerkungen zum Namen
Der Käfer wurde erstmals 1789 von Thunberg unter dem Namen Buprestis dimidiata beschrieben. Der Artname dimidiata lat. bedeutet halbiert. Thunberg vergleicht die Art mit einem ähnlichen Prachtkäfer und vermerkt, dass sie sich von diesem unter anderem durch die Größe unterscheidet.
Die Gattung Anthaxia wurde erst 1829 von Eschscholtz aufgestellt.
Der Gattungsname Antháxia leitet sich von altgriechisch άνθος ánthos, deutsch ‚Blüte‘ und άξιος áxios, deutsch ‚wert‘ ab und bezieht sich darauf, dass die meisten Arten der Gattung bunt gefärbt sind.
Laut Fauna Europaea wurde der Käfer auch 1803 von Illiger unter dem Namen Buprestis saliceti beschrieben. Und die 1938 von Obenberger als Anthaxia mallorcana beschriebene Art muss ebenfalls zu Anthaxia dimidiata gerechnet werden.

## Merkmale des Käfers
Anthaxia dimidiata wird 5 bis 7 Millimeter groß und gehört zu den breiten Arten der Gattung mit lebhafter Färbung, bei denen die Flügeldeckenränder über die Hälfte nahezu parallel verlaufen. Männchen und Weibchen sind gleich gefärbt, in der vorderen Hälfte (Kopf, Halsschild und Basis der Flügeldecken) glänzen sie überwiegend blau und grün, dahinter sind sie golden und kupferrot bis violett gefärbt. Die Unterseite ist glänzend metallgrün und purpurrot gerandet.
Der Kopf ist senkrecht zur Körperachse nach unten gerichtet. Vorn ist er sehr flach längs eingedrückt und unauffällig fein und kurz hell behaart. Der Kopf ist grün, trägt aber einen großen zentralen blauschwarzen Fleck, der nur einen Rand grün lässt. Die elfgliedrigen Fühler sind relativ kurz, nach hinten gelegt erreichen sie etwa die Hälfte des Halsschilds. Bei den Weibchen sind die Fühler schwarz, bei den Männchen teilweise rostrot.
Der Halsschild ist in den gleichen Farben wie der Kopf grün mit einem meist längs geteilten, großen unregelmäßigen schwarzblauen Fleck, so dass nur der Rand und gewöhnlich ein Mittelstreifen grün erscheinen. Der Halsschild ist seitlich abgerundet, besonders nach vorn. Er ist in jedem Hinterwinkel tief ausgehöhlt. Die Maschen auf der Halsschildscheibe sind vorn nabelförmig und überall deutlich erhaben begrenzt. Sie bilden seitlich Längsrunzeln, die zur Mitte des Halsschildes hin in Querrunzeln übergehen. Vor dem Schildchen ist der Halsschild bis zur Mitte flach eingedrückt. Der Hinterrand des Halsschilds ist glatt und dunkel.
Das Schildchen ist zugespitzt und schwarzblau.
Die Flügeldecken sind im vorderen Drittel golden mit Grünglanz und an den Schultern mit je einem unregelmäßigen dunkelblauen Bereich. Dahinter werden sie kupferrot bis purpurrot und zunehmend dunkel. Die Außenränder verlaufen größtenteils parallel. Auf der Höhe, in der die Zuspitzung beginnt, sind die Flügeldecken flach quer eingedrückt. An der Basis sind die Flügeldecken fein gerunzelt. Am Ende der Flügeldecken fehlen seitlich große eingedrückte Punkte, anders als bei Anthaxia fulgurans. Die Flügeldeckennaht ist im hinteren Bereich fein gesäumt. Der Außenrand der Flügeldecken ist abgesetzt und hinten kaum sichtbar gesägt. Die Schulter wölbt sich in einer flachen nach hinten und innen auslaufenden Falte.

## Biologie
Der Larve entwickelt sich gewöhnlich in geschwächten Olivenbäumen. Sie wurde jedoch auch in der Esche nachgewiesen. Den Käfer findet man auf verschiedensten Blüten. Auf Sizilien findet man die Larven unter der Rinde von Zaunpfosten aus Ästen der Gemeinen Esche. Sie bilden dort unter der Rinde Fraßgänge und bohren sich zur Verpuppung ins Splintholz ein. Die Käfer schlüpfen im Frühjahr.

## Verbreitung
Der bei Thunberg in der Erstbeschreibung angegebene Fundort Ostindien beruht auf einem Fehler. Die Art hat vielmehr ein westmediterranes Verbreitungsgebiet: westliches Nordafrika, Portugal, Spanien, Balearen, Frankreich, Sardinien, Sizilien, Italien, südliche Schweiz und Krain in Slowenien.